# Cylindromyia brassicaria
Cylindromyia brassicaria (лат.) — вид тахин подсемейства фазии.

## Описание
Длина тела от 9 до 13 мм. Ширина лба у самцов составляет 0,70—0,82 от ширины одного глаза, у самок — 0,80—0,92. Усики короче лица. В отличие от Cylindromyia pilipes затылок только с белыми волосками, без чёрных щетинок. Скулы двухцветные: вверху желтоватые, внизу — голубовато-серые. Срединная лобная полоса чёрная. Крылья немного затемнённые, их передний край и основание с жёлтым оттенком Базикоста на крыле чёрно-коричневая. Щиток чёрный, с тремя парами щетинок по краю. Ноги чёрные. Тергиты брюшка без центральных (дискальных) щетинок. У самцов задние ноги и брюшная сторона третьего сегмента брюшка с короткими волосками. У самок четвёртый тергит по краю с четырьмя щетинками.

## Биология
Личинки являются паразитами настоящих щитников Aelia rostrata, Dolycoris baccarum, Holcostethus vernalis, Graphosoma lineatum, Palomena prasina. Данные о паразитировании на представителях других семейств клопов, имеющиеся в литературе, не были подтверждены. После завершения развития паразита, клопы погибают не во всех случаях, но генеративные органы их оказываются редуцированными. В течение сезона, вероятно, развивается несколько поколений, при этом наблюдается наложение по времени развития разных поколений. Зимняя диапауза происходит на стадии личинки в теле хозяина. Имаго питаются на цветках незабудки болотной, бодяка полевого, посконника коноплёвого, душицы обыкновенной, тысячелистника обыкновенного, икотника серо-зелёного, борщевика сибирского и горца птичьего.

## Распространение
Встречается в Европе, на Канарских островах, Израиле, Иране, Закавказье, Туркмении, Сибири и на юге Дальнего Востока, Монголии, Китае, Японии.